# Menhir van Morville

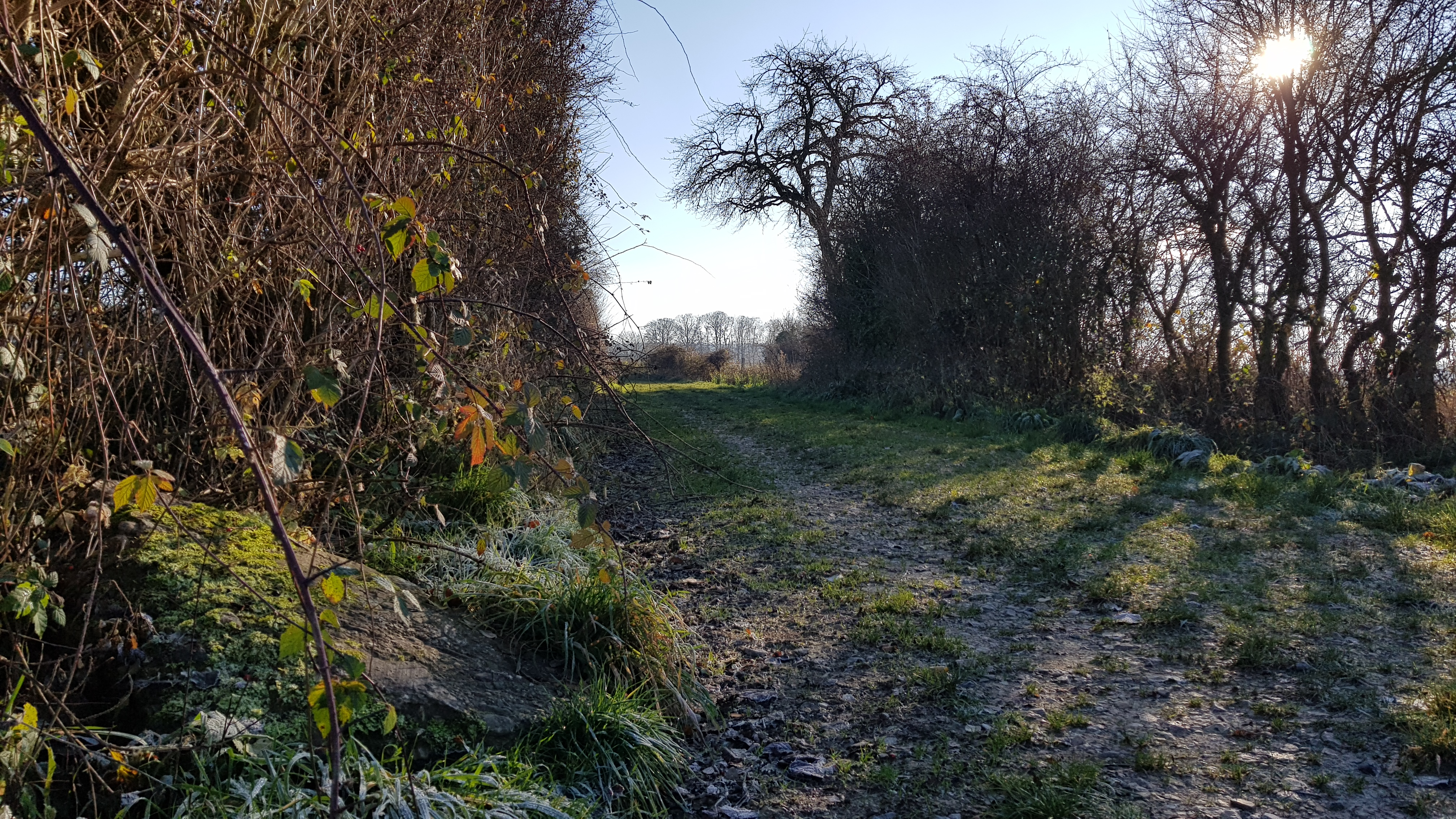
Menhir van Morville aan een landweg gelegen in 2018

De Menhir van Morville is een menhir bij Morville in de gemeente Durbuy in de Belgische provincie Luxemburg. De menhir staat ongeveer een halve kilometer ten noorden van de Dolmen van Wéris. In de omgeving, in en rond de vallei waarin Wéris gelegen is, bevinden zich twee dolmens en een aantal andere menhirs. De verschillende megalieten in de omgeving zouden verschillende alignmenten met elkaar vormen die evenwijdig aan elkaar gelegen zijn. De Menhir van Morville is onderdeel van de voornaamste alignment.
De steen heeft een hoogte van 80 centimeter en een breedte van 28 centimeter.

## Geschiedenis
De menhir werd ontdekt door een lokale goudzoeker, William Livermore. De steen kwam toen nauwelijks boven de grond uit.
In 1995 werd de steen opgegraven en rechtop gezet. Daarbij bleek dat er rond de basis brokken steen lagen. De menhir werd vier meter naar het zuidwesten verplaatst en langs een landweg gezet om de boer niet in de weg te zitten.